# 云龙湖
34°14′15″N 117°09′24″E / 34.2376°N 117.1567°E

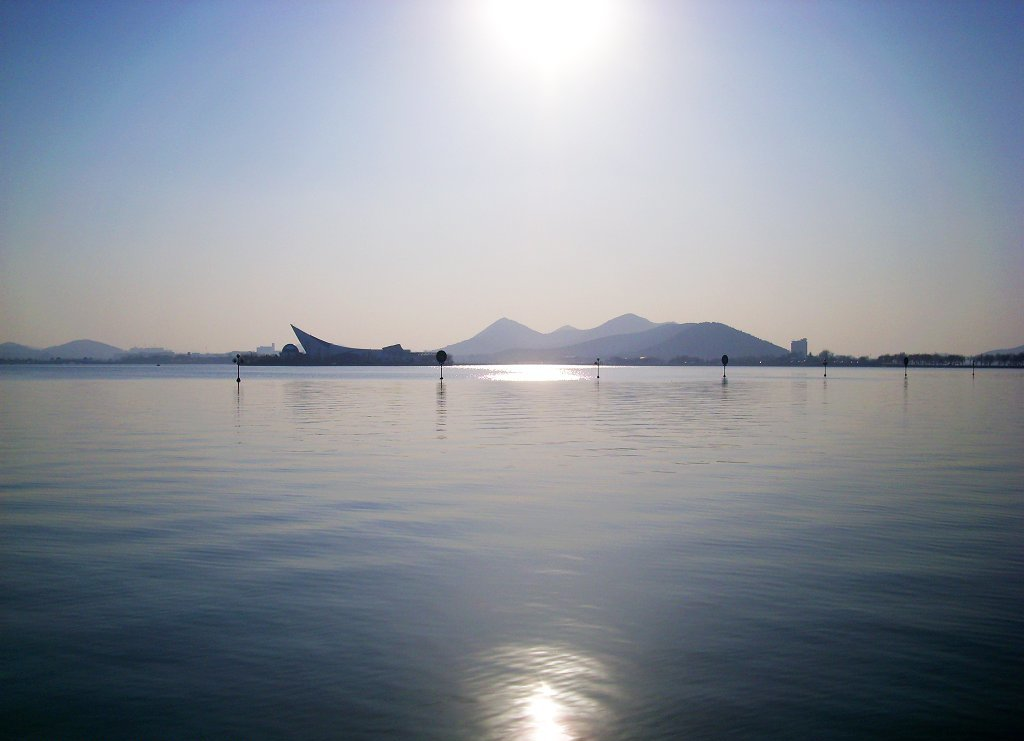
云龙湖

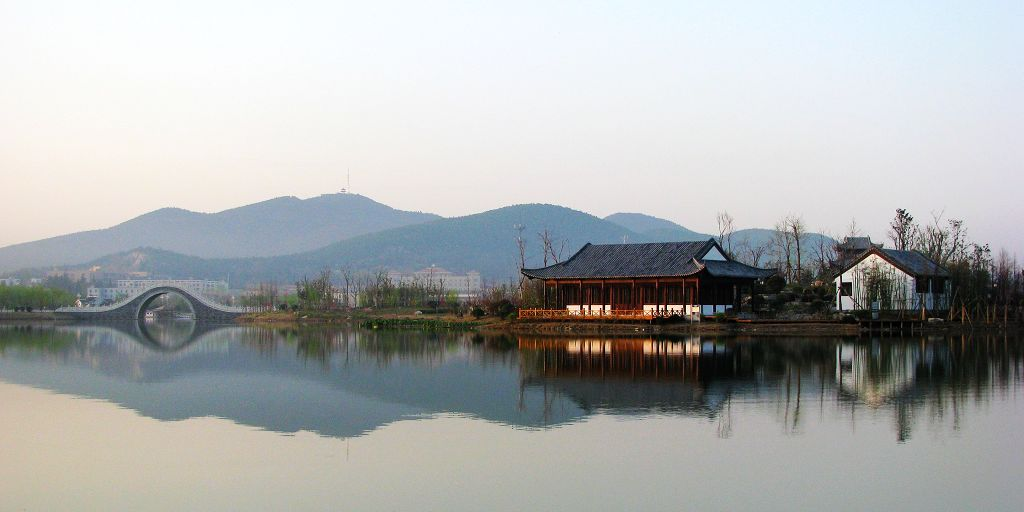
小南湖

云龙湖，位于徐州南部，史称“石狗湖”，原为一低洼之地。后为解决水患将其扩建成水库，因位于云龙山脚下而得名，是江苏省级风景名胜区。波光浩渺，三面青山，景区内风光如画，文物古迹众多，旅游资源丰富，其中包括考古发现的“汉画像石”。湖南面部分地区曾有莲藕种植和鱼类养殖业，现已逐步改造成为风景区。2016年8月云龙湖风景区被授予国家AAAAA级景区。